# Primož Roglič
Primož Roglič ( [ˈpriːmɔʃ ˈɾoːglìːtʃ]; * 29. října 1989) je slovinský profesionální silniční cyklista jezdící za UCI WorldTeam Red Bull–Bora–Hansgrohe. Svou sportovní kariéru zahájil jako skokan na lyžích, avšak několik let po nehodě na můstku v Planici se rozhodl začít se silniční cyklistikou.
Na Tour de France 2017 se Roglič stal prvním slovinským vítězem etapy na tomto závodu. V září 2019 vyhrál celkové pořadí na Vueltě a España, čímž se stal prvním slovinským vítězem jedné ze 3 Grand Tours. Také získal pódiová umístění na Giru d'Italia 2019 (třetí místo) a Tour de France 2020 (druhé místo), kde se stal prvním slovinským nositelem žlutého dresu v historii. Ten však ke konci závodu ztratil ve prospěch krajana Tadeje Pogačara. V roce 2020 obhájil svůj titul na Vueltě a España. Na letních olympijských hrách v Tokiu konaných v roce 2021 vyhrál zlatou medaili v časovce mužů. Krátce poté pak vyhrál Vueltu a España potřetí v řadě, čímž se stal třetím závodníkem v historii, jemuž se takovýto úspěch podařil.
Mezi lety 2019 a 2021 strávil Roglič 75 týdnů na čele světového žebříčku UCI World Ranking, čímž stanovil v současnosti pokořený rekord. Také dokončil 2 roky jako jednička tohoto žebříčku.

## Kariéra

### Skoky na lyžích
Roglič začal závodit ve skocích na lyžích v roce 2003 a v roce 2007 se stal juniorským mistrem světa v týmové soutěži. Je držitelem dvou vítězství v Kontinentálním poháru, druhé úrovni mezinárodních soutěží ve skocích na lyžích. Své osobní maximum 185 m skočil v Planici. V roce 2011 se Roglič zúčastnil svého posledního mezinárodního závodu ve Szczyrku a svou kariéru oficiálně ukončil v létě roku 2012. V roce 2007 měl Roglič nehodu jako předskokan při oficiálním tréninku před domácími fanoušky na Letalnici bratov Gorišek, mamutím můstku v Planici.

### Začátky v cyklistice
Roglič začal s cyklistikou v roce 2012 poté, co přestal se skoky na lyžích kvůli pocitu, že pro něj bylo příliš složité zůstat na nejvyšší úrovni v této disciplíně. Nejprve reprezentoval barvy rozvojového týmu spojeného se slovinským UCI Continental týmem Radenska, kde byl jeho trenérem Andrej Hauptman, jenž si všiml jeho výkonnosti a pomáhal mu rozvíjet jeho cyklistické schopnosti. Ve věku 22 let Roglič podstoupil testování ve sportovní laboratoři, kde mu byla naměřena hodnota VO2 max 80,2. Taková hodnota je velmi blízká těm, které mají nejlepší cyklisté světa. Roglič poté řekl, že práce, jíž podstoupil jako skokan na lyžích v oblasti budování stability, balancu, pružnosti a akrobatiky, mu pomohly v přechodu do cyklistiky.

### Adria Mobil (2013–2015)
Roglič se stal členem slovinského UCI Continental týmu Adria Mobil od sezóny 2013. Své první profesionální vítězství získal o rok později v druhé etapě Tour d'Azerbaïdjan poté, co v cíli ve sprintu porazil Willa Clarka. V roce 2015 Roglič získal celková vítězství na etapových závodech Kolem Slovinska a Tour d'Azerbaïdjan.

### LottoNL–Jumbo (2016–2023)
V říjnu 2015 bylo oznámeno, že Roglič podepsal dvouletý kontrakt s UCI WorldTeamem LottoNL–Jumbo od sezóny 2016.

#### Sezóna 2016
Již ve své první sezóně na nejvyšší úrovni ve světě silniční cyklistiky Roglič ukázal svůj potenciál, když na etapovém závodu Volta ao Algarve obsadil páté místo v celkovém pořadí. O měsíc později získal Roglič druhé místo v závěrečné etapě závodu Volta a Catalunya, kde ho ve finiši přesprintoval Alexej Catevič. V květnu 2016 byl Roglič jmenován na startovní listině Gira d'Italia 2016. V úvodní časovce, konané v nizozemském Apeldoornu, získal druhou příčku, pouhou setinu sekundy za vítězným Tomem Dumoulinem. V průběhu závodu se mu podařilo zvítězit v deváté etapě, také individuální časovce, o délce 40,5 km, konané v regionu Chianti. Toto vítězství však bylo překvapující, neboť Roglič musel na trati použít své náhradní kolo, protože jeho běžný časovkářský speciál neodpovídal požadavkům UCI. Roglič si před startem nestihl přendat svůj cyklopočítač na náhradní kolo a z toho důvodu bylo pro něj těžké vědět, kolik kilometrů do cíle mu zbývá a jaká data produkuje. Dva týdny po dojezdu Gira se Roglič stal mistrem Slovinska v časovce. Na letních olympijských hrách 2016 v brazilském Riu de Janeiru dojel desátý v individuální časovce mužů.

#### Sezóna 2017

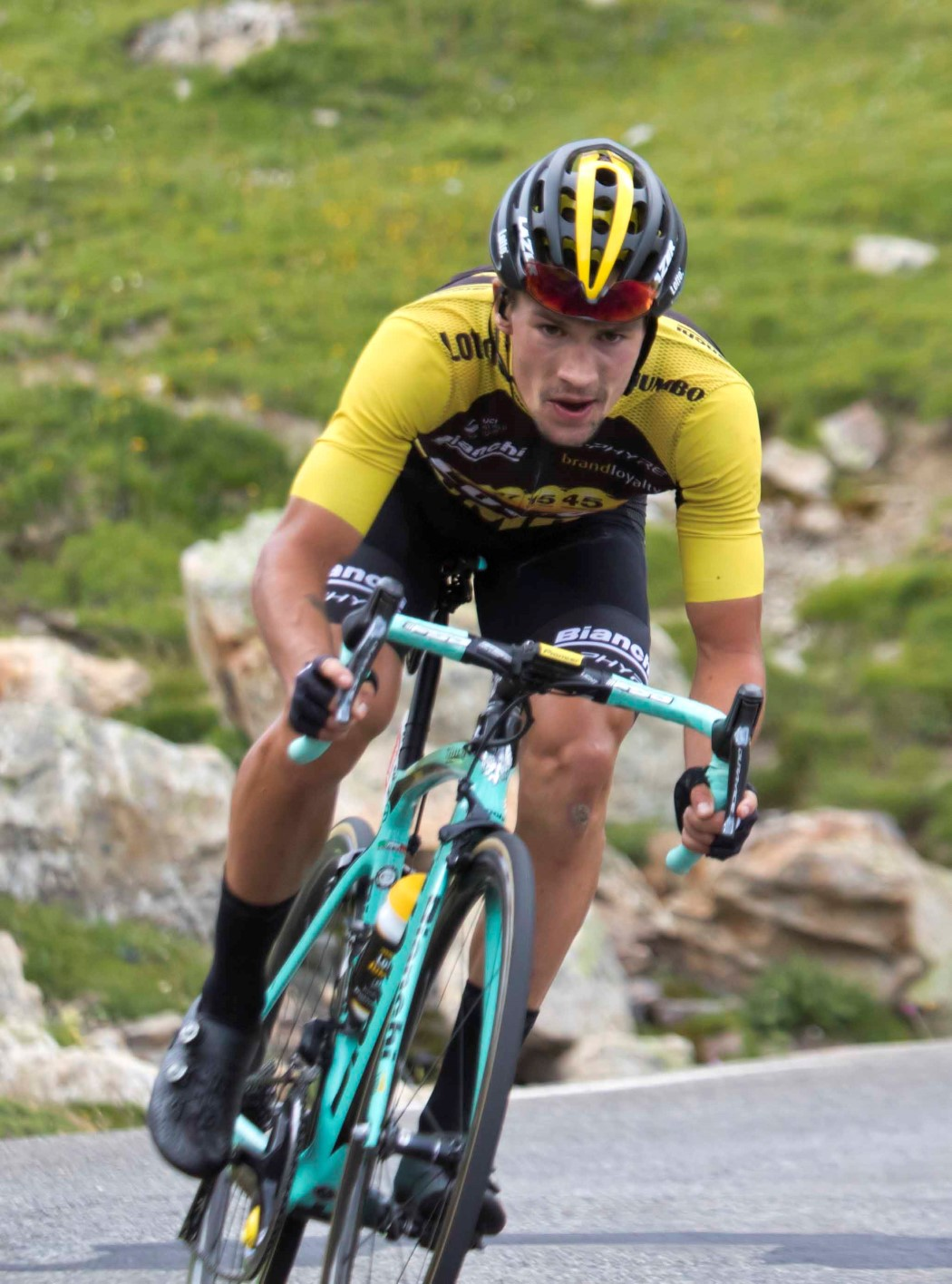
Roglič na cestě za vítězstvím v 17. etapě Tour de France 2017

Sezónu 2017 Roglič zahájil celkovým vítězstvím na únorovém etapovém závodu Volta ao Algarve. O měsíc později získal celkové čtvrté místo na Tirrenu–Adriaticu. Na závodu Kolem Baskicka Roglič vyhrál čtvrtou a šestou etapu (individuální časovku) a v celkovém pořadí dojel na páté příčce. Také se zúčastnil Tour de Romandie, kde na cestě ke třetímu místu v celkovém pořadí vyhrál pátou etapu, individuální časovku. Na posledním přípravném závodu před Tour de France, ZLM Tour, dojel Roglič druhý celkově a vyhrál prolog.
Na Tour de France Roglič vyhrál sedmnáctou etapu s cílem v lyžařském středisku Serre Chevalier, čímž se stal prvním slovinským vítězem etapy na Tour de France. V průběhu závodu posbíral dostatek bodů k tomu, aby se ve vrchařské soutěži umístil na druhém místě. Na mistrovství světa v norském Bergenu Roglič cílil na úspěch v individuální časovce, jejíž závěr byl na stoupání Mount Floyen (3 km se sklonem 9%). Podařilo se mu vyhrát stříbrnou medaili, když byl poražen pouze Tomem Dumoulinem.

#### Sezóna 2018

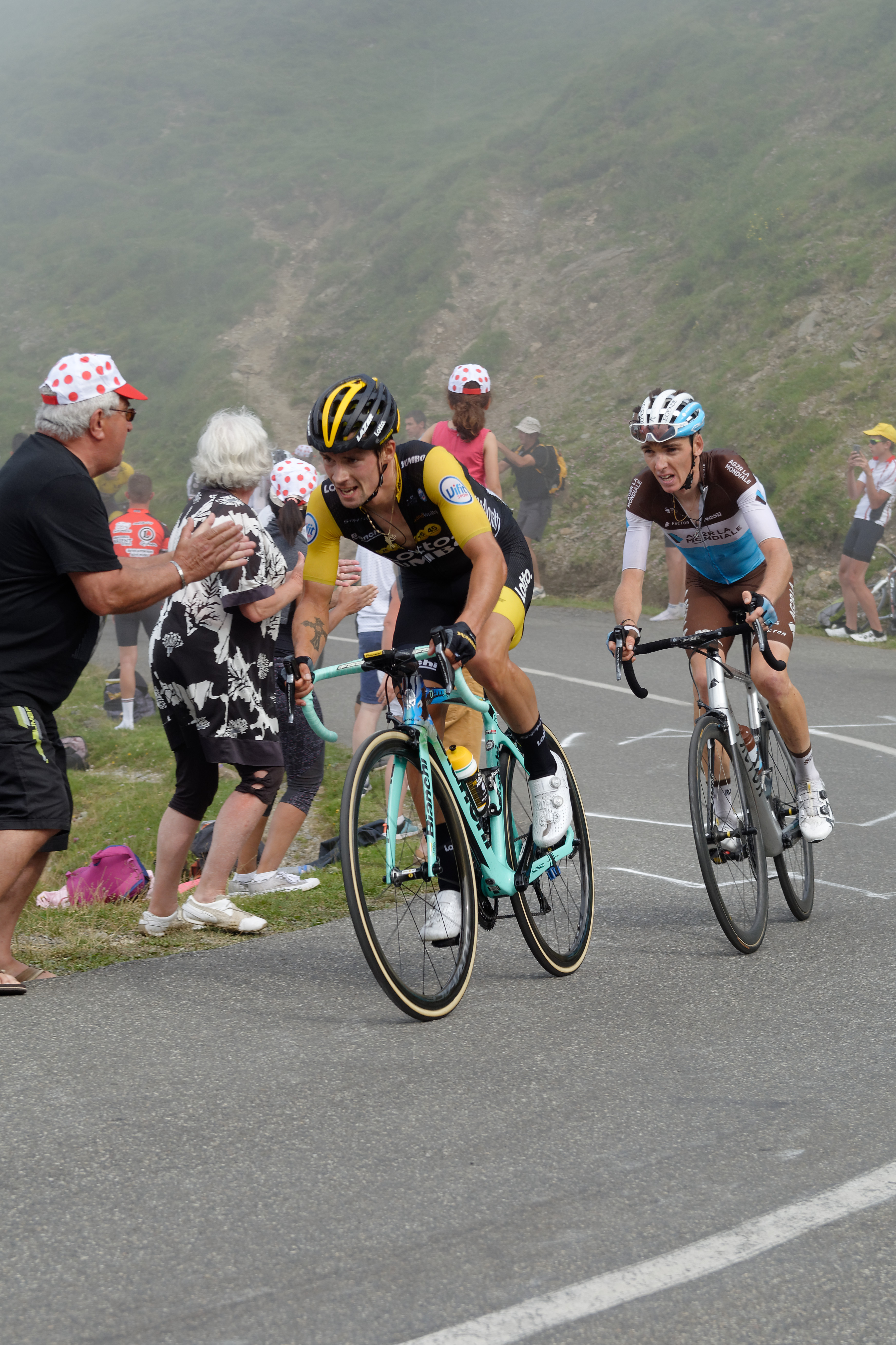
Roglič v 19. etapě Tour de France 2018

V roce 2018 Roglič ukázal svůj potenciál v etapových závodech a na Grand Tours. Podařilo se mu vyhrát celkové pořadí na závodech Kolem Baskicka, Tour de Romandie a Kolem Slovinska. V úvodních etapách Tour de France se Roglič vyvaroval nehod a mechanických problémů, kvůli nimž mnoho dalších závodníků vypadlo z boje o celkové pořadí. To ho posunulo do pozice, z níž mohl konkurovat elitním závodníkům jako Geraint Thomas, Tom Dumoulin, Chris Froome, Nairo Quintana a Romain Bardet. Roglič se s favority držel i v horách a byl schopen odpovědět na většinu útoků. V devatenácté etapě zaútočil ve sjezdu a sólo si dojel pro druhý etapový triumf v kariéře na Tour de France. Po etapě se posunul na průběžné třetí místo v celkovém pořadí za Thomasem a Dumoulinem. V závěrečné časovce se však před Rogliče znovu dostal Froome a Roglič tak Tour dokončil na celkovém čtvrtém místě.

#### Sezóna 2019

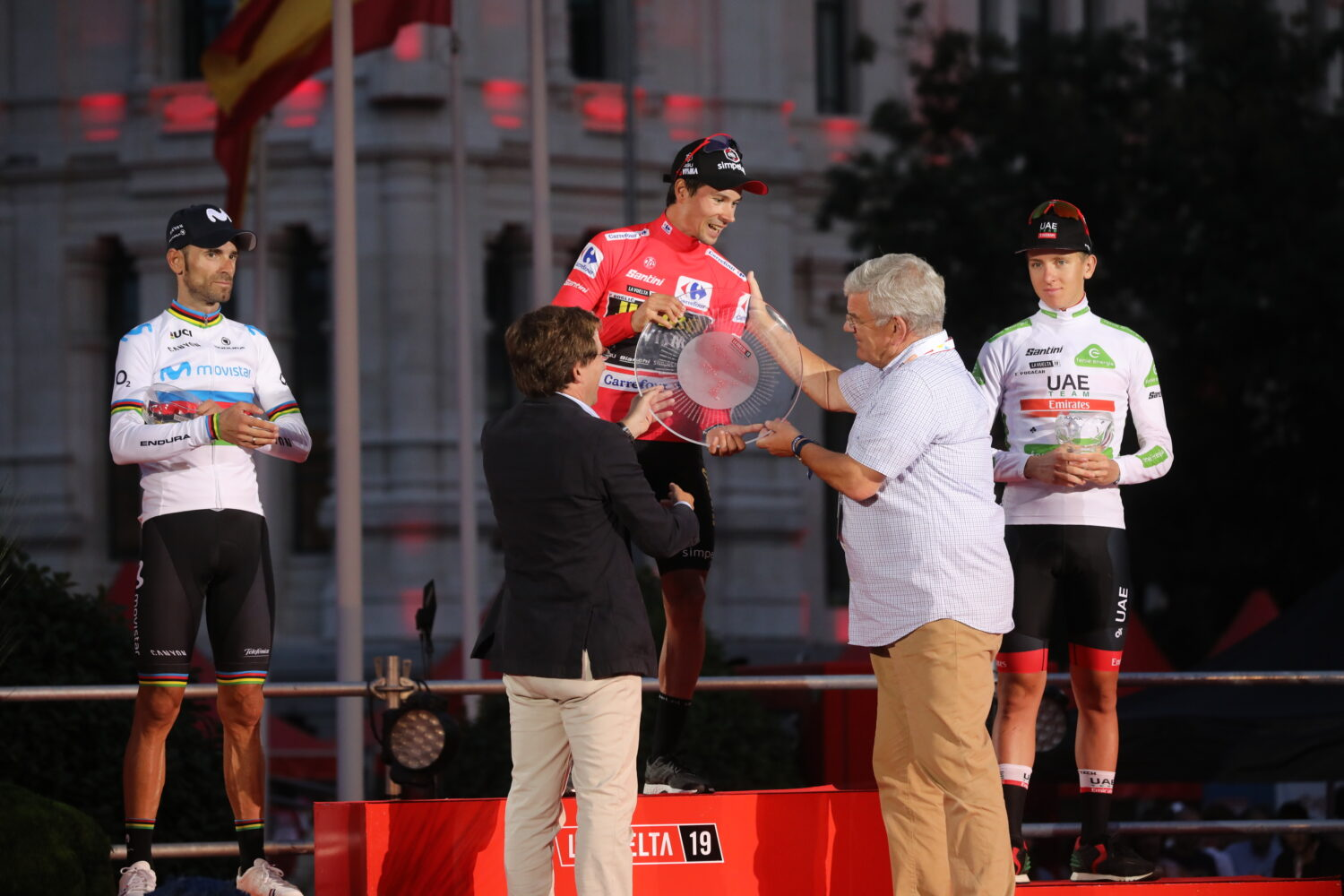
Roglič (uprostřed) přebírá trofej pro vítěze Vuelty a España 2019

V rámci přípravy na Giro d'Italia vyhrál Roglič 3 etapové závody: UAE Tour na přelomu února a března, Tirreno–Adriatico v březnu a Tour de Romandie na začátku května. Na Giru vyhrál Roglič úvodní časovku v Boloni a prvních 5 etap závodu nosil růžový trikot, ale později se propadl v celkovém pořadí a závod dojel na třetím místě v celkovém pořadí. V průběhu závodu vyhrál i devátou etapu, také individuální časovku. V srpnu 2019 byl Roglič jmenován na startovní listině Vuelty a España 2019. Do desáté etapy, individuální časovky, Roglič vstupoval na druhém místě v celkovém pořadí se ztrátou šesti sekund na lídra závodu Naira Quintanu. Na 36,2 km dlouhé trati zajel Roglič nejrychlejší čas ze všech účastníků; na druhého Patricka Bevina měl v cíli náskok 25 sekund a na nejbližší konkurenty v celkovém pořadí přes minutu a půl. Stal se tak 98. jezdcem v historii s etapovými triumfy na všech třech Grand Tours. Také se po etapě ujal vedení v celkovém pořadí i v bodovací soutěži. Vedení v obou těchto klasifikacích si udržel až do cíle v Madridu, čímž se stal prvním slovinským vítězem Grand Tour v historii. Úspěšnou sezónu završil dvěma vítězstvími na říjnových jednorázových závodech v Itálii, Giro dell'Emilia a Tre Valli Varesine.

#### Sezóna 2020
Kvůli pandemii covidu-19 svou sezónu 2020 Roglič odstartoval až 21. června na národním šampionátu v silničním závodu. Na závěrečném stoupání do vesnice Ambrož pod Krvavcem Roglič 2 km před cílem odpáral Tadeje Pogačara a poprvé v kariéře se stal mistrem Slovinska v silničním závodu. Následující víkend porazil Pogačar o 8,5 sekund Rogliče na národním šampionátu. V rámci přípravy na Tour de France Roglič vyhrál celkové pořadí a 2 etapy na Tour de l'Ain. K celkovému pořadí měl po vítězství ve druhé etapě nakročeno i na Critériu du Dauphiné, ale po nehodě ve čtvrté etapě byl nucen ze závodu odstoupit.

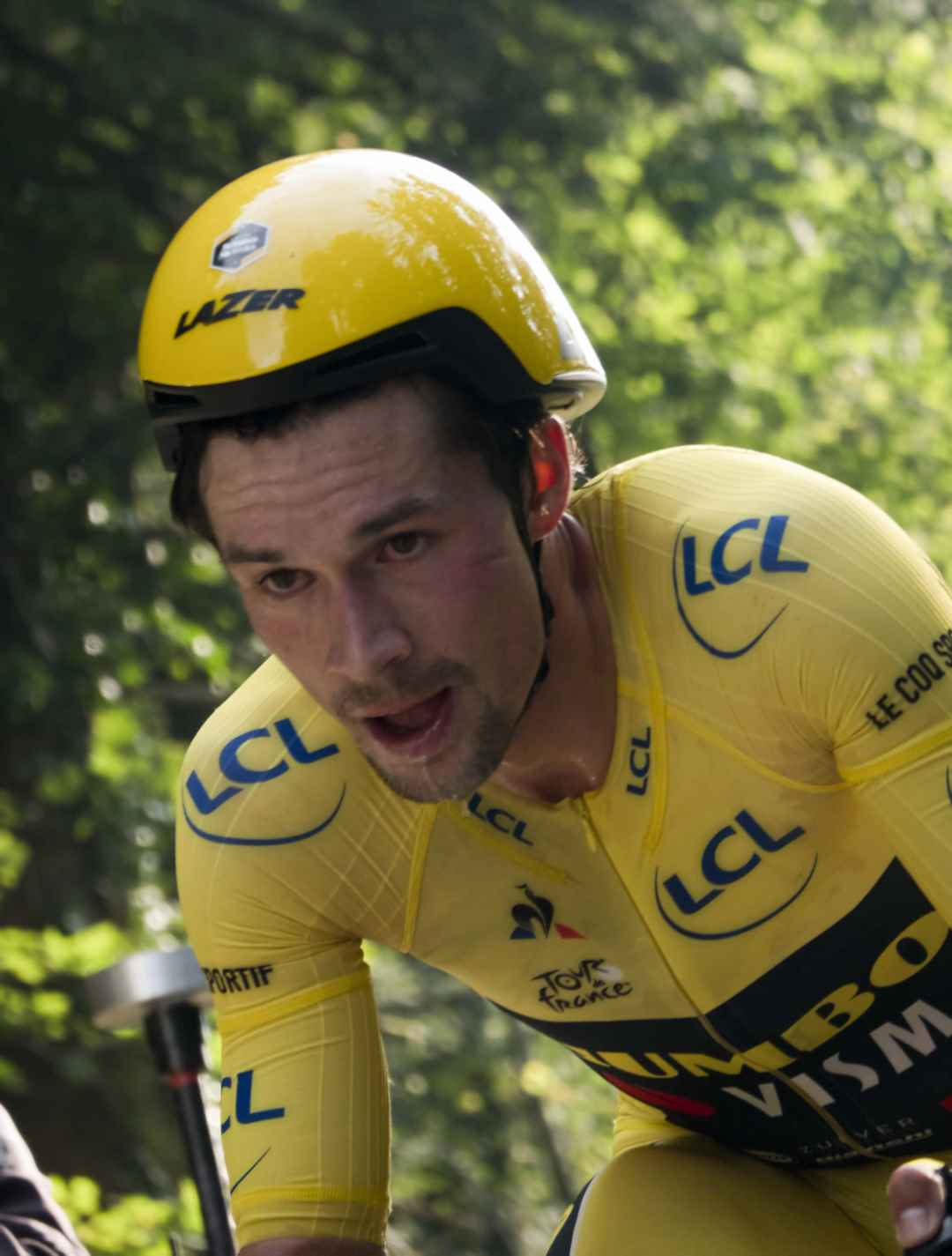
Roglič na trati 20. etapy Tour de France 2020

Roglič odstartoval Tour de France v dobré formě a podařilo se mu vyhrát čtvrtou etapu proti Pogačarovi. V deváté etapě získal Roglič žlutý dres poté, co dojel druhý ve sprintu pětičlenné skupiny o vítězství v Larunsu, který vyhrál Pogačar. Poté, co v patnácté etapě ztratil Egan Bernal 7 minut, byl Pogačar jediným závodníkem se ztrátou menší než 1 minutu na Rogliče. V sedmnácté etapě s cílem na vrcholu Col de la Loze Roglič zvýšil svůj náskok na Pogačara z 40 na 57 sekund. Tento náskok si Roglič udržel až do předposlední, dvacáté etapy, individuální časovky dlouhé 36,2 km s cílem na Planině krásných dívek. V této etapě se Rogličovi relativně dařilo, neboť zajel pátý nejlepší čas z celého startovního pole, ale Pogačar, vítěz této etapy, zajel čas o necelé 2 minuty lepší než Roglič, díky čemuž překonal svůj deficit 57 sekund a proměnil ho v náskok 59 sekund na Rogliče. Ten si tak v následující závěrečné etapě v Paříži dojel pro druhé místo v celkovém pořadí za svým krajanem.
Týden po dojezdu Tour si Roglič dojel pro šesté místo v silničním závodu na mistrovství světa ze stíhací skupiny bojující o druhé místo. O další týden později, na začátku října, si Roglič dojel pro své první kariérní vítězství na monumentu, když na klasice Lutych–Bastogne–Lutych na cílové rovině těsně přesprintoval čerstvě korunovaného mistra světa Juliana Alaphilippa poté, co Alaphilippe zpomalil před cílovou páskou a začal slavit své domnělé vítězství. Roglič se poté zúčastnil Vuelty a España jako obhájce vítězství. Po útoku kilometr před cílem si Roglič dojel pro vítězství v úvodní etapě závodu a oblékl si tak první červený dres pro lídra celkového pořadí. O vedení závodu však přišel v šesté etapě poté, co ztratil čas kvůli problémům s oblékáním pláštěnky. Novým lídrem závodu se stal Richard Carapaz, Roglič se propadl až na čtvrté místo se ztrátou 43 sekund. Roglič se však dostal zpět do boje o vítězství v osmé etapě s cílem na Alto de Moncavillo. Poté, co pokryl útoky Carapaze a Hugha Carthyho na nejprudších pasážích stoupání, Roglič sám zaútočil v závěrečném kilometru, čímž odpáral všechny konkurenty kromě Carapaze. I přesto, že se ho Carapaz pokusil odtrhnout, Roglič zaútočil znovu a cílovou pásku projel sólo jako vítěz etapy s náskokem 13 sekund na druhého Carapaze. Díky tomuto zisku a bonusovým sekundám nasbíraným v průběhu etapy Roglič vystoupal na průběžné druhé místo v celkovém pořadí s mankem 13 sekund na Carapaze.
V desáté, rovinaté etapě Roglič pokryl nástup, který vyvolali Guillaume Martin a Andrea Bagioli v závěrečném kilometru. Rogličovi se podařilo je přesprintovat a dojet si pro vítězství s náskokem několika délek kola. Carapaz i přesto, že byl přítomen na předních pozicích závodu po většinu cílového kilometru, přejel cílovou pásku 3 sekundy za Rogličem a díky 10 sekundám, které Roglič získal za triumf v etapě, měli oba závodníci v celkovém pořadí identický čas. Díky nižší hodnotě součtu dosavadních etapových umístění v průběhu Vuelty se Roglič posunul do čela celkového pořadí a přebral tak červený dres po Carapazovi. Před startem jedenácté etapy byl zorganizován protest závodníků vedený Chrisem Froomem, týmovým kolegou Carapaze. Důvodem bylo rozhodnutí komisařů v průběhu předchozí etapy změnit pravidlo třísekundové mezery na sekundovou. Ačkoliv toto rozhodnutí bylo ve prospěch Rogliče, tak jeho týmový kolega George Bennett uvedl, že Roglič souhlasil s tímto protestem. Ve dvanácté etapě měl Roglič potíže na nejprudších pasážích Alto de El Angliru. Cílovou pásku překřížil na pátém místě se ztrátou 26 sekund na vítězného Carthyho, jenž se posunul v celkovém pořadí na průběžné třetí místo. Na Carapaze ztratil 10 sekund, což stačilo k tomu, aby musel před jedinou individuální časovkou závodu předat červený dres zpět Ekvádorci.

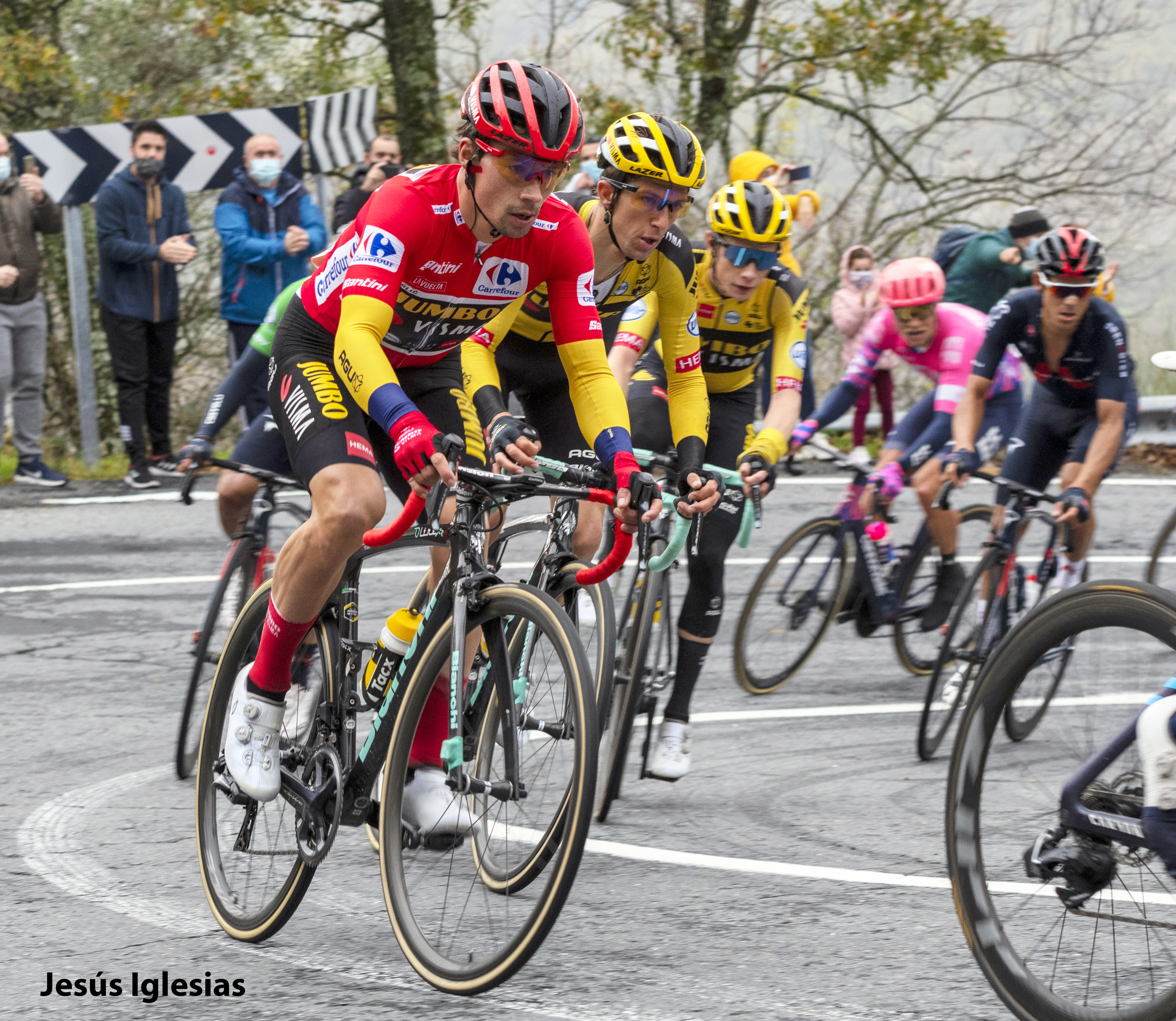
Roglič (v červeném dresu) v 17. etapě Vuelty a España 2020

Po dni volna Roglič vyhrál třináctou etapu, individuální časovku s cílem na prudkém stoupání Mirador de Ézaro, a připsal si tak čtvrté etapové vítězství v tomto ročníku Vuelty. Na trati získal 25 sekund na Carthyho a 49 na Carapaze a dostal se tak zpět do červeného dresu. V šestnácté etapě si Roglič dojel pro dalších 6 bonusových vteřin poté, co si dosprintoval pro druhé místo v etapě za Magnusem Cortem. Před předposlední, sedmnáctou etapou, poslední horskou zkouškou závodu, si tak Roglič vybudoval náskok 45 sekund na Carapaze a 53 vteřin na Carthyho. V sedmnácté etapě Roglič nebyl schopen pokrýt Carapazův nástup zhruba 4 kilometry před cílem na vrcholu stoupání La Covatilla. Ve finiši ztratil 21 sekund na Carapaze, ale i tak si udržel červený dres s náskokem 24 vteřin. Vzhledem k tomu, že už na závodníky čekala pouze závěrečná, ceremoniální rovinatá etapa do Madridu, si mohl Roglič být jistý svým vítězstvím. Bez problémů dojel do cíle poslední etapy a stal se prvním úspěšným obhájcem vítězství na Vueltě od dob Roberta Herase, jenž Vueltu vyhrál v letech 2003 – 2005. Kromě toho také Roglič vyhrál bodovací soutěž, na jejímž čele se nepřetržitě držel od první do poslední etapy. Stal se tak prvním závodníkem, jemuž se tento počin podařil na jedné ze tří Grand Tours, od Gira d'Italia 1997, kdy tohoto úspěchu dosáhl Mario Cipollini.

#### Sezóna 2021

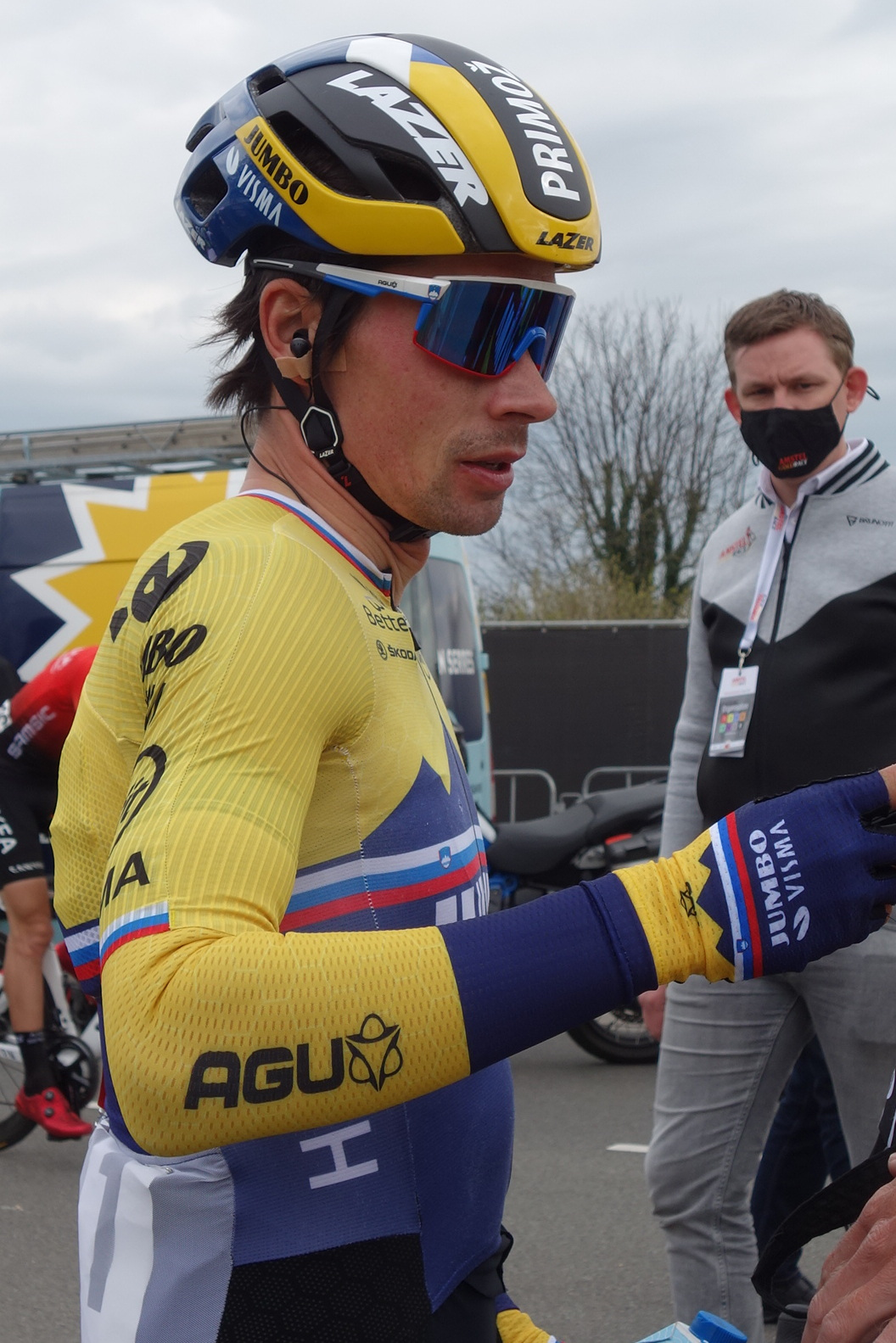
Roglič v cílovém prostoru klasiky Amstel Gold Race 2021

Svou sezónu 2021 Roglič zahájil na Paříž–Nice, kde vyhrál etapy 4, 6 a 7 a do závěrečné etapy vstupoval jako lídr celkového pořadí, ale po dvou nehodách ztratil přes 3 minuty a propadl se až na finální patnácté místo v celkovém pořadí. Díky svým 3 vítězstvím však zvítězil alespoň v bodovací soutěži. Na dalším etapovém závodu, Kolem Baskicka, si Roglič celkové vítězství nenechal ujít; mimo to vyhrál i úvodní etapu, individuální časovku, bodovací i vrchařskou soutěž a jeho týmový kolega Jonas Vingegaard dojel druhý celkově a vyhrál soutěž mladých jezdců. V druhé polovině dubna se Roglič poprvé v kariéře zúčastnil všech 3 ardenských klasik. Nejlepší výsledek získal na Valonském šípu, kde dojel druhý na cílovém stoupání Mur de Huy. Na monumentu Lutych–Bastogne–Lutych, poslední ardenské klasice, Roglič obhajoval vítězství, avšak nebyl schopen následovat rozhodující nástup a dojel třináctý. V červnu pak Roglič odstartoval Tour de France, kam přijel jako jeden z favoritů závodu. V úvodních 2 etapách si Roglič dojel pro 2 třetí místa, ale ve třetí etapě měl 10 km před cílem těžkou nehodu a ztratil přes minutu v celkovém pořadí. V páté etapě, individuální časovce, se sice Roglič posunul zpět mezi 10 průběžně nejlepších v celkovém pořadí, ale v první alpské etapě závodu ztratil více než půl hodiny a před devátou etapou závodu se rozhodl z Tour odstoupit. Do závodění se Roglič vrátil se slovinským národním týmem na konci července na odložených olympijských hrách v Tokiu. Poté, co Pogačarovi pomohl k bronzu v silničním závodu, si sám dojel pro zlatou olympijskou medaili v individuální časovce. Na trati dlouhé 44,2 km porazil druhého Toma Dumoulina z Nizozemska, jenž byl toho roku i týmovým kolegou Rogliče v Teamu Jumbo–Visma, o více než minutu.

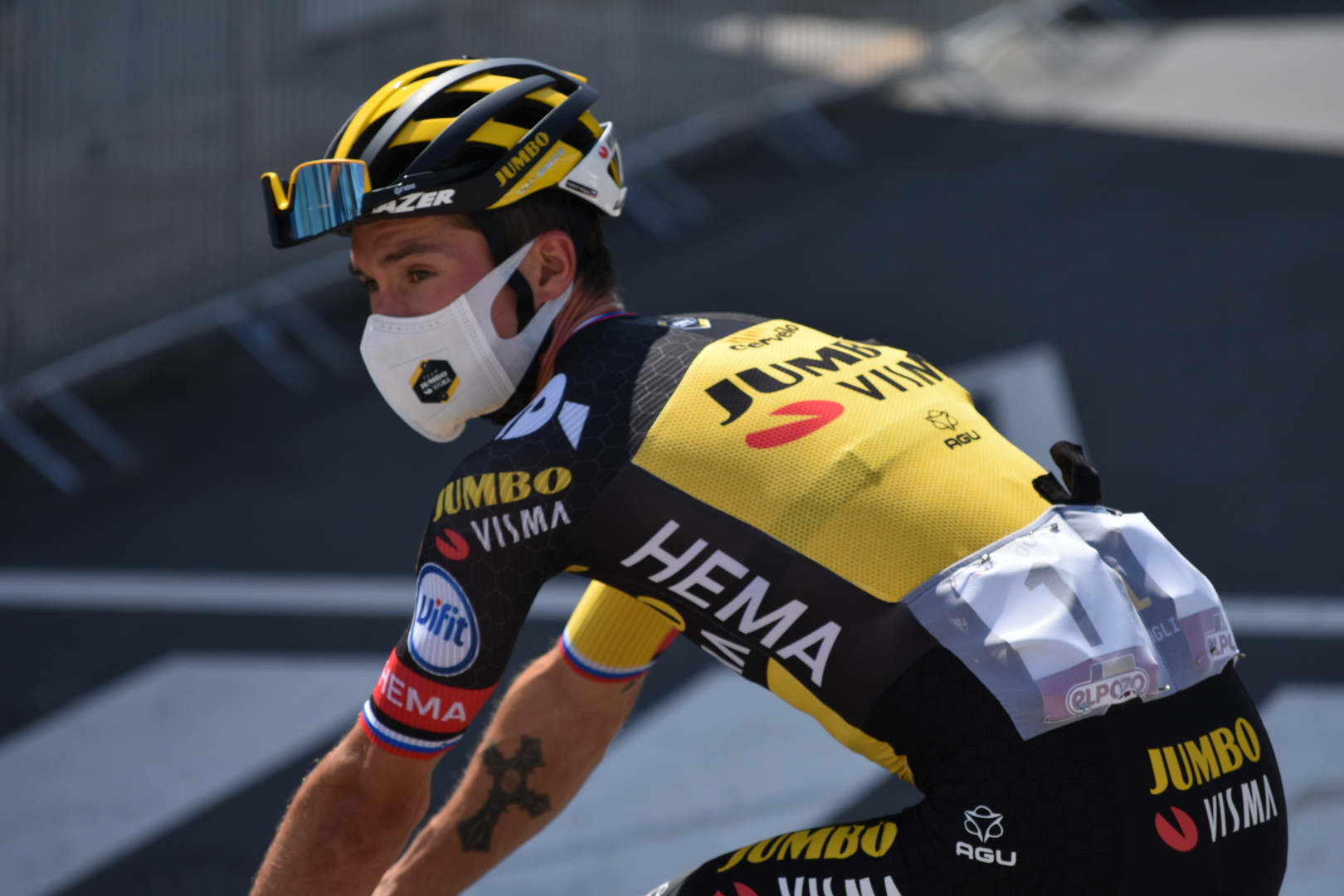
Roglič na startu 5. etapy Vuelty a España 2021

V srpnu Roglič odstartoval Vueltu a España jako obhájce z předchozích 2 let a hned v úvodní etapě, individuální časovce v Burgosu, zvítězil a oblékl si první červený dres pro lídra závodu. Ten však musel odevzdat po dojezdu třetí etapy, první horské zkoušky závodu, neboť Rein Taaramäe získal z úniku dostatek času k tomu, aby se posunul do čela celkového pořadí. Do vedení závodu se Roglič vrátil po šesté etapě, v níž dojel druhý na závěrečném stoupání dne za Magnusem Cortem. V deváté etapě Roglič spolu s dalšími dvěma závodníky dojel na závěrečném stoupání dne Alto de Velefique únik, v němž byli Adam Yates a Miguel Ángel López. Později se mu podařilo všechny ostatní, až na Enrica Mase, odpárat, a dojel si pro druhé místo v etapě za sólo závodníkem na čele, jímž byl Damiano Caruso. Do dne volna tak Roglič vstoupil s náskokem 28 vteřin na Mase a minuty a 20 sekund na všechny ostatní.
V desáté etapě se Roglič musel znovu vzdát červeného dresu poté, co únik čítající 31 jezdců včetně závodníků jako Odd Christian Eiking a Guillaume Martin dojel do cíle před pelotonem. Jak Eiking, tak Martin se posunuli v celkovém pořadí před Rogliče, jenž na ně nově ztrácel 2 minuty a 17 vteřin. Roglič v této etapě zaútočil ve stoupání na Puerto de Almáchar, ale ve sjezdu z téhož kopce spadl a jeho útok byl neutralizován. V následující jedenácté etapě Roglič znovu vyhrál, tentokrát na prudkém cílovém stoupání ve Valdepeñas de Jaén. Své průběžné třetí místo si udržel po dalších 5 etap, avšak ve čtrnácté etapě získal 20 sekund na Eikinga. V deštivé sedmnácté etapě Roglič následoval útok Egana Bernala ve sjezdu 61 km před cílem. S Bernalem spolupracoval a před závěrečným stoupáním k Lagos de Covadonga si drželi náskok okolo minuty a půl. 7,5 km před cílem Roglič odpáral Bernala a sólo si dojel pro etapové vítězství s náskokem minuty a 35 sekund na skupinu ostatních favoritů. Díky tomu se dostal zpět do čela celkového pořadí. Svůj náskok na Mase Roglič navýšil v dalších dvou horských etapách a celý závod završil vítězstvím v závěrečné časovce v Santiagu de Compostela. Vyhrál tak třetí Vueltu v řadě, s náskokem 4 minut a 42 sekund na druhého Mase. V cíli měl nejvyšší náskok na druhé místo od roku 1997, kdy podruhé v řadě vyhrál Alex Zülle. Sezónu završil dvěma vítězstvími na říjnových jednorázových závodech v Itálii, Giro dell'Emilia a Milán–Turín.

#### Sezóna 2022

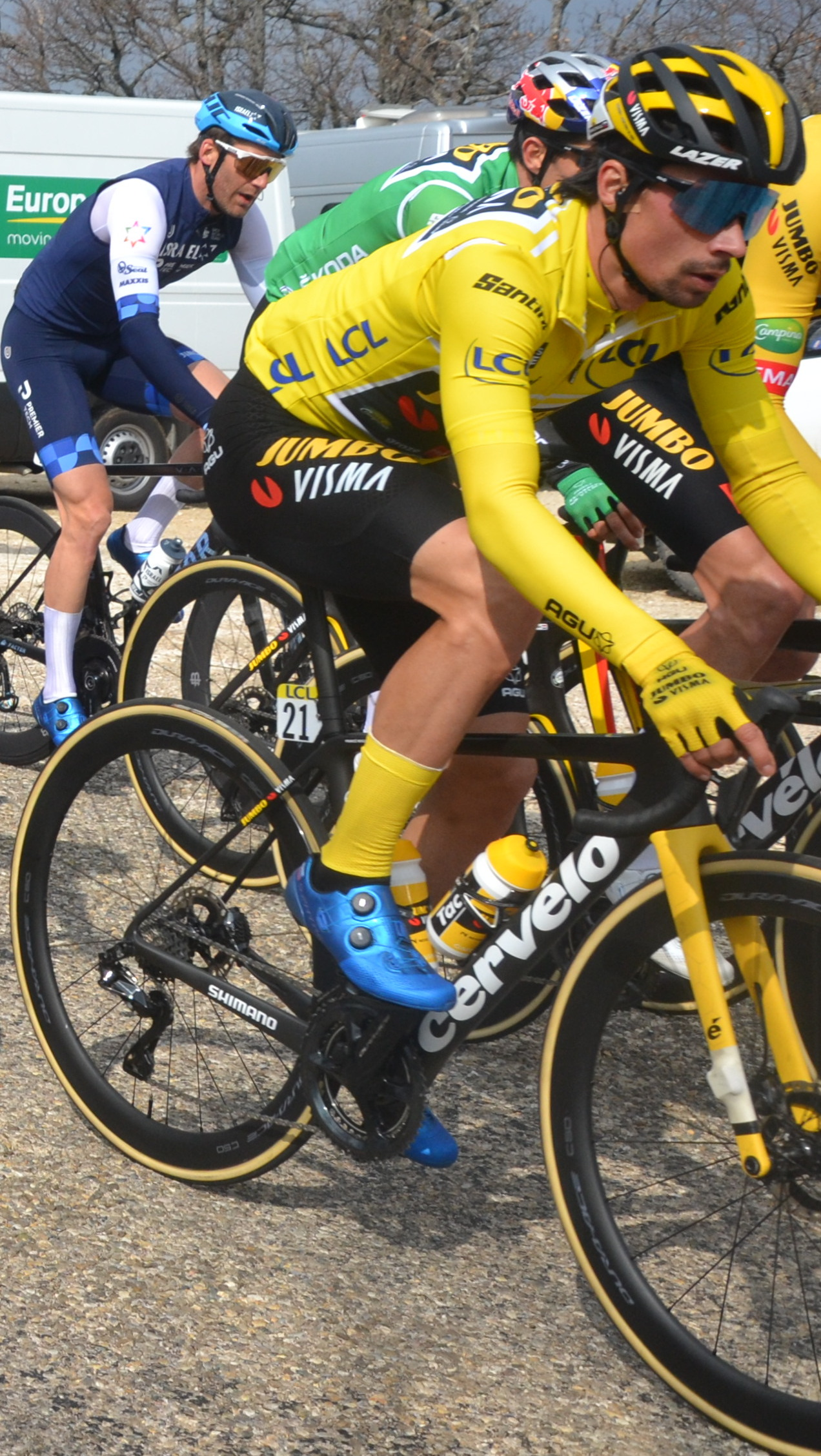
Roglič (ve žlutém dresu) na Paříž–Nice 2022

Svou sezónu 2022 Roglič zahájil ve Francii na jednorázových závodech Faun-Ardèche Classic a La Drôme Classic na konci února. Dalším závodem bylo pro Rogliče Paříž–Nice. V úvodní etapě Rogličův tým v bočním větru roztrhal peloton. Na závěrečném okruhu kolem Mantes-la-Ville navýšil Christophe Laporte tempo natolik, že ho následoval jen Wout van Aert a Roglič. Trio týmových kolegů spolupracovalo a do cíle dojeli na prvních třech místech; Laporte první, Roglič druhý a van Aert třetí. Ve čtvrté etapě, individuální časovce, si Roglič dojel pro další druhé místo a o den později se stal novým lídrem závodu. V sedmé etapě s cílem na Col de Turini si Roglič dojel pro etapové vítězství a upevnil tak své vedení v celkovém pořadí. V poslední etapě po Nice a okolí dojel Roglič třetí, čímž si zajistil vítězství v celkovém pořadí s náskokem 29 sekund na druhého Simona Yatese. Na etapový závod Kolem Baskicka přijel Roglič jako obhájce vítězství a povedlo se mu vyhrát úvodní etapu, individuální časovku, ale v páté etapě ztratil vedení závodu poté, co byl odpárán ze skupiny favoritů. Důvodem byla bolest kolene, která se objevila těsně před startem závodu. Do cíle tak dojel na osmém místě v celkovém pořadí. V červnu se Roglič v rámci přípravy na Tour de France zúčastnil Critéria du Dauphiné, kde si díky dvěma druhým místům ve dvou závěrečných horských etapách dojel pro celkové vítězství.

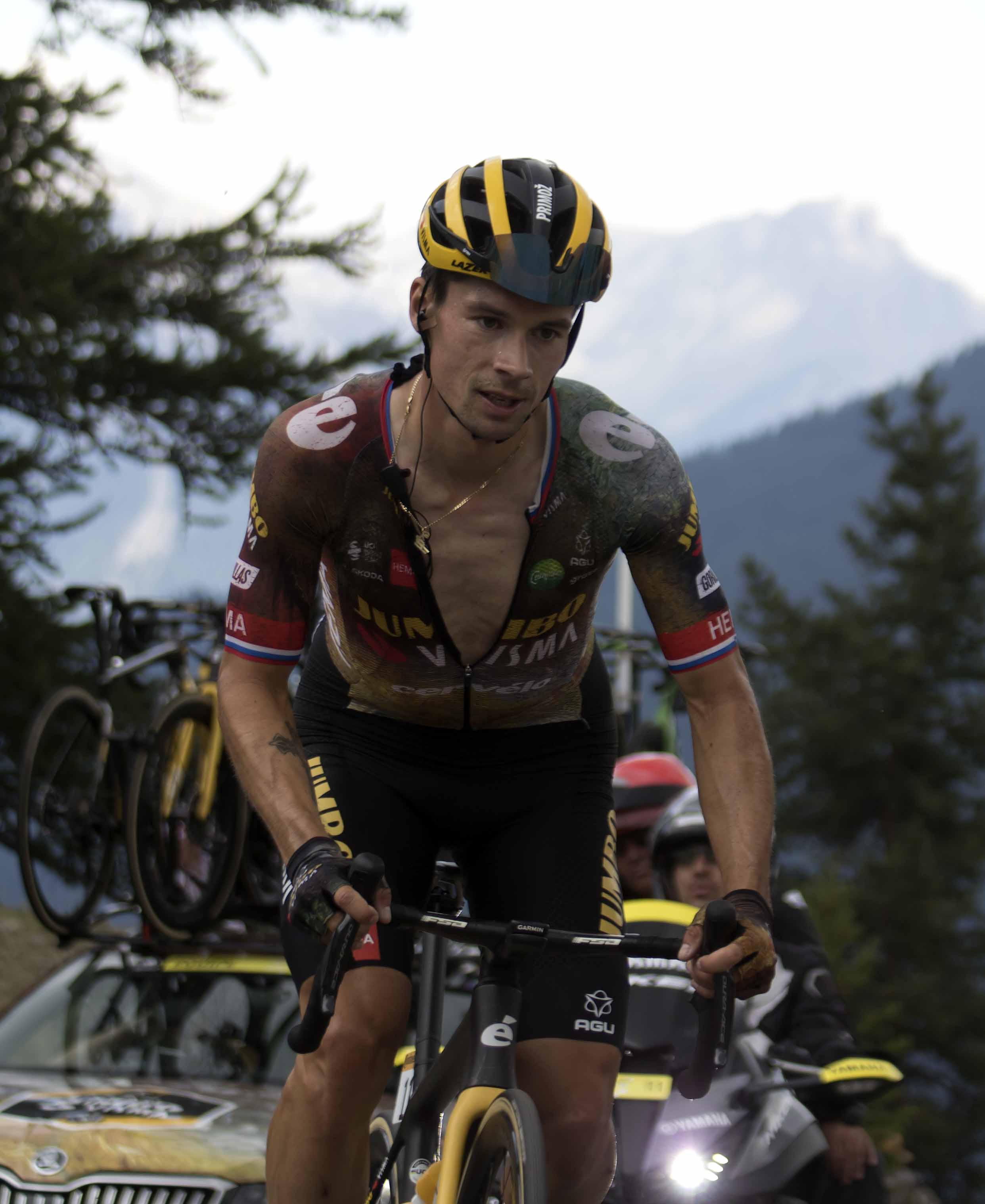
Roglič v 11. etapě Tour de France 2022

Roglič odstartoval Tour de France osmým místem v úvodní časovce v Kodani. Na Tadeje Pogačara, největšího favorita závodu, ztratil 9 sekund, na spolulídra svého týmu Jonase Vingegaarda ztratil jednu vteřinu. V páté etapě však Roglič ztratil více než 2 minuty na Pogačara poté, co narazil do balíku slámy, který byl vytlačen na silnici. V této nehodě si vykloubil rameno, které si musel sám zpět nahodit. V sedmé etapě s cílem na Planině krásných dívek Roglič dojel třetí za Pogačarem a Vingegaardem. V průběhu jedenácté etapy Roglič a Vingegaard několikrát zaútočili na Pogačara s cílem ho unavit a zmást. Vingegaard nakonec Pogačara odpáral na závěrečném stoupání dne, Col du Granon, a vystřídal ho v čele celkového pořadí. V průběhu následujících etap pracoval Roglič jako domestik pro Vingegaarda, ale před patnáctou etapou ze závodu odstoupil. Někteří novináři spekulovali, že Rogličovo rozhodnutí odstoupit bylo sobecké, neboť se chtěl místo pomáhání Vingegaardovi připravit na obhajobu vítězství na Vueltu a España. Později však bylo odhaleno, že toto rozhodnutí učinilo vedení týmu. Také bylo odhaleno, že rozsah Rogličových zranění byl větší, než se zdálo, a i přesto, že Roglič doufal ve svou účast na Vueltě, nebylo jisté, zda skutečně odstartuje.

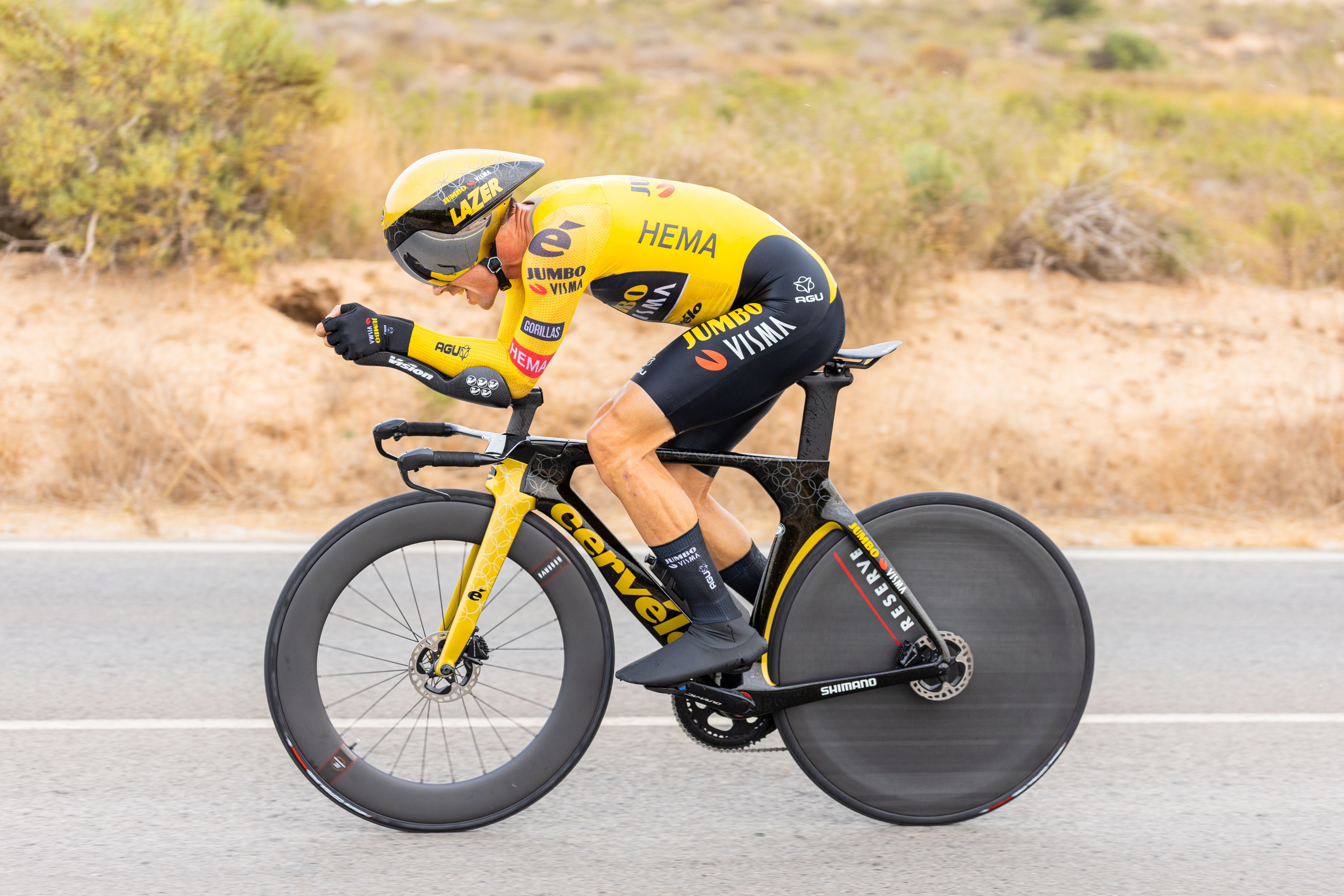
Roglič na trati 10. etapy Vuelty a España 2022

Několik dní před startem Vuelty a España bylo potvrzeno, že se Roglič zúčastní třetí Grand Tour sezóny a že se pokusí získat čtvrté vítězství v řadě. Závod zahájil vítězstvím se svým týmem v úvodní týmové časovce v Utrechtu. Po vítězství ve čtvrté etapě se Roglič posunul do čela celkového pořadí. Červený dres však musel předat hned následující etapu, neboť Rudy Molard získal z úniku dostatek času k tomu, aby se posunul do čela celkového pořadí. Šestá etapa s cílem na Pico Jano byla první horskou zkouškou závodu. Roglič nebyl schopen následovat nástup Remca Evenepoela a Enrica Mase a dojel pátý se ztrátou minuty a 20 sekund na Evenepoela, nového lídra závodu. V celkovém pořadí se nově držel na průběžném čtvrtém místě. O 2 dny později, v osmé etapě, už se na závěrečném stoupání Colláu Fancuaya byl schopen držet jak Evenepoela, tak Mase, díky čemuž se posunul na průběžné třetí místo. V deváté etapě s cílem na stoupání Les Praeres však Roglič znovu nebyl schopen následovat Evenepoela a jeho ztráta se prohloubila na necelé 2 minuty. Po dni odpočinku se jela desátá etapa, individuální časovka, na trase dlouhé 30,9 km mezi městy Elche a Alicante. Roglič dojel druhý a získal čas na všechny konkurenty v celkovém pořadí kromě Evenepoela, vítěze etapy, jenž na Rogliče najel dalších 48 sekund. Ve čtrnácté etapě s cílem na Sierra de La Pandera však Roglič za pomoci Miguela Ángela Lópeze odpáral Evenepoela a získal zpět necelou minutu. V šestnácté etapě zaútočil Roglič znovu, tentokrát 3 km před cílem. Zatímco Evenepoel řešil defekt, Roglič jel s dalšími 4 závodníky na čele a nabíral sekundy na peloton. V cílové rovince se tato skupina ve sprintu utkala o vítězství, včetně Rogliče. Ten však narazil do Freda Wrighta a spadl. I přesto, že se nově pohyboval v celkovém pořadí se ztrátou minuty a 26 vteřin na Evenepoela, bylo o den později oznámeno, že Roglič neodstartuje sedmnáctou etapu a že odstupuje ze závodu kvůli následkům této nehody. Tím Roglič ukončil svou sezónu 2022. Později téhož roku pak podstoupil operaci ramene, aby do budoucna zabránil případnému dalšímu vykloubení ramene.

#### Sezóna 2023
Před sezónou 2023 si Roglič za hlavní cíl sezóny stanovil Giro d'Italia. Podle původního plánu měl před Girem absolvovat pouze březnový etapový závod Volta a Catalunya, ale později do svého závodního programu přidal Tirreno–Adriatico, závod, který již v roce 2019 vyhrál. Roglič zahájil svou sezónu na Tirrenu-Adriatico, kde vyhrál tři po sobě jdoucí etapy a získal celkové vítězství s náskokem 18 sekund před druhým João Almeidou. Dále pokračoval v závodech na Volta a Catalunya, vyhrál dvě etapy a znovu zvítězil v celkové klasifikaci s těsným rozdílem 6 sekund před Remcem Evenepoelem.

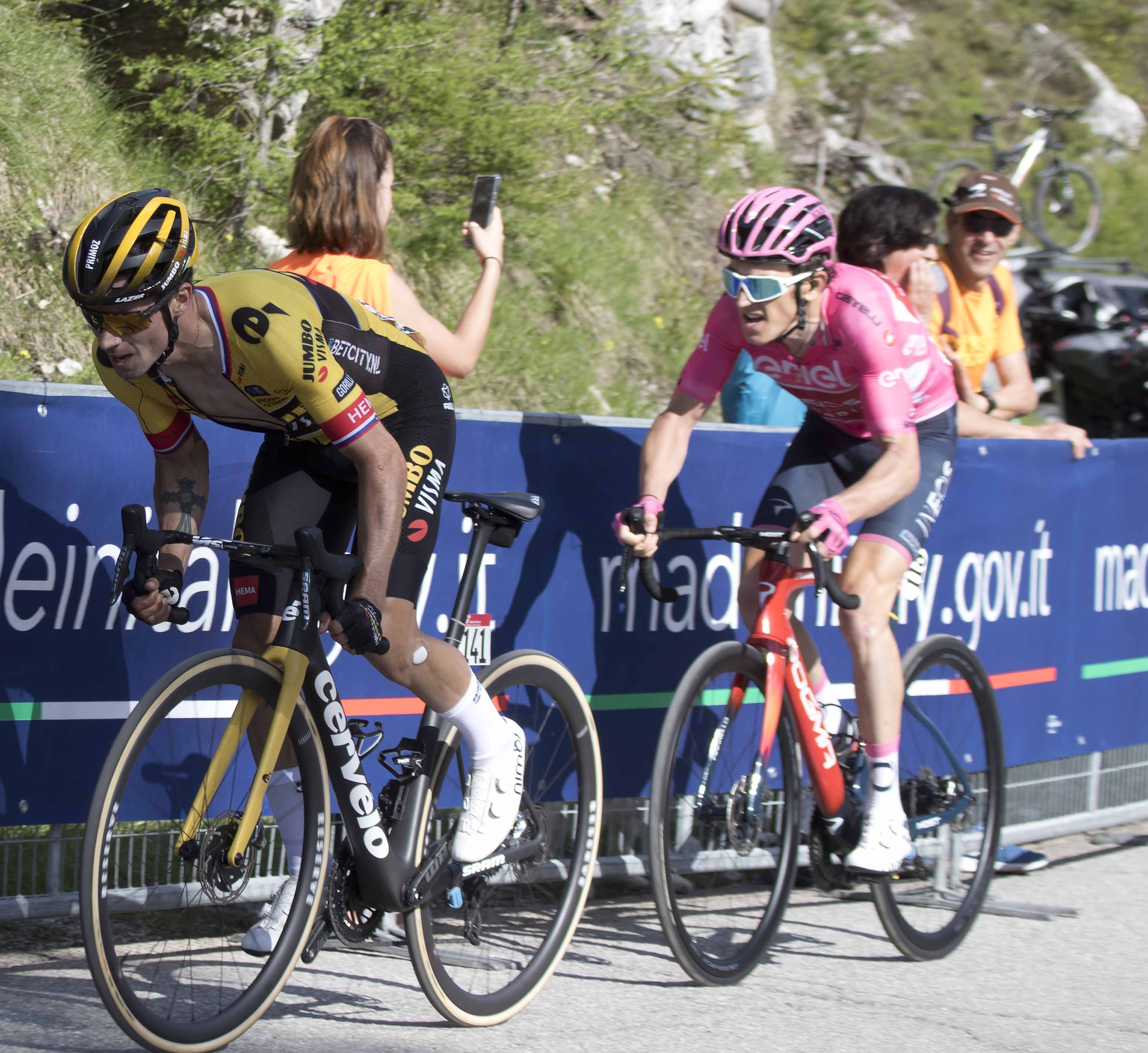
Roglič soupeří s Geraintem Thomasem (vpravo) na Giru d´Italia 2023

V květnu Roglič startoval na Giro d'Italia, kde patřil k favoritům na celkové vítězství. Po dvou pádech v prvním týdnu závodu byl Roglič stále dobře umístěn v celkové klasifikaci a seděl celkově na druhém místě za Geraintem Thomasem poté, co vedoucí Evenepoel odstoupil po pozitivním testu na COVID-19. Roglič se trápil v 16. etapě na Monte Bondone, ztratil 25 sekund na Thomase a Joãa Almeidu a propadl se na třetí místo v celkové klasifikaci. Po silných výkonech v horských etapách 18 a 19 Roglič dokázal předskočit Joãa Almeidu a poskočil zpátky na druhé místo celkové klasifikace a ztrácel 26 sekund na Thomase před předposlední etapou. Roglič etapu dvacátou etapu vyhrál o 40 sekund před Thomasem a dostal se do celkového vedení a to navzdory spadlému řetězu během prudkého dojezdu na vrchol hory Monte Lussari. Roglič si dokázal udržet vedení v závěrečné, slavnostní etapě do Říma, kde mohl slavit vítězství na Giro d'Italia a stal se prvním Slovincem, který tento závod vyhrál.

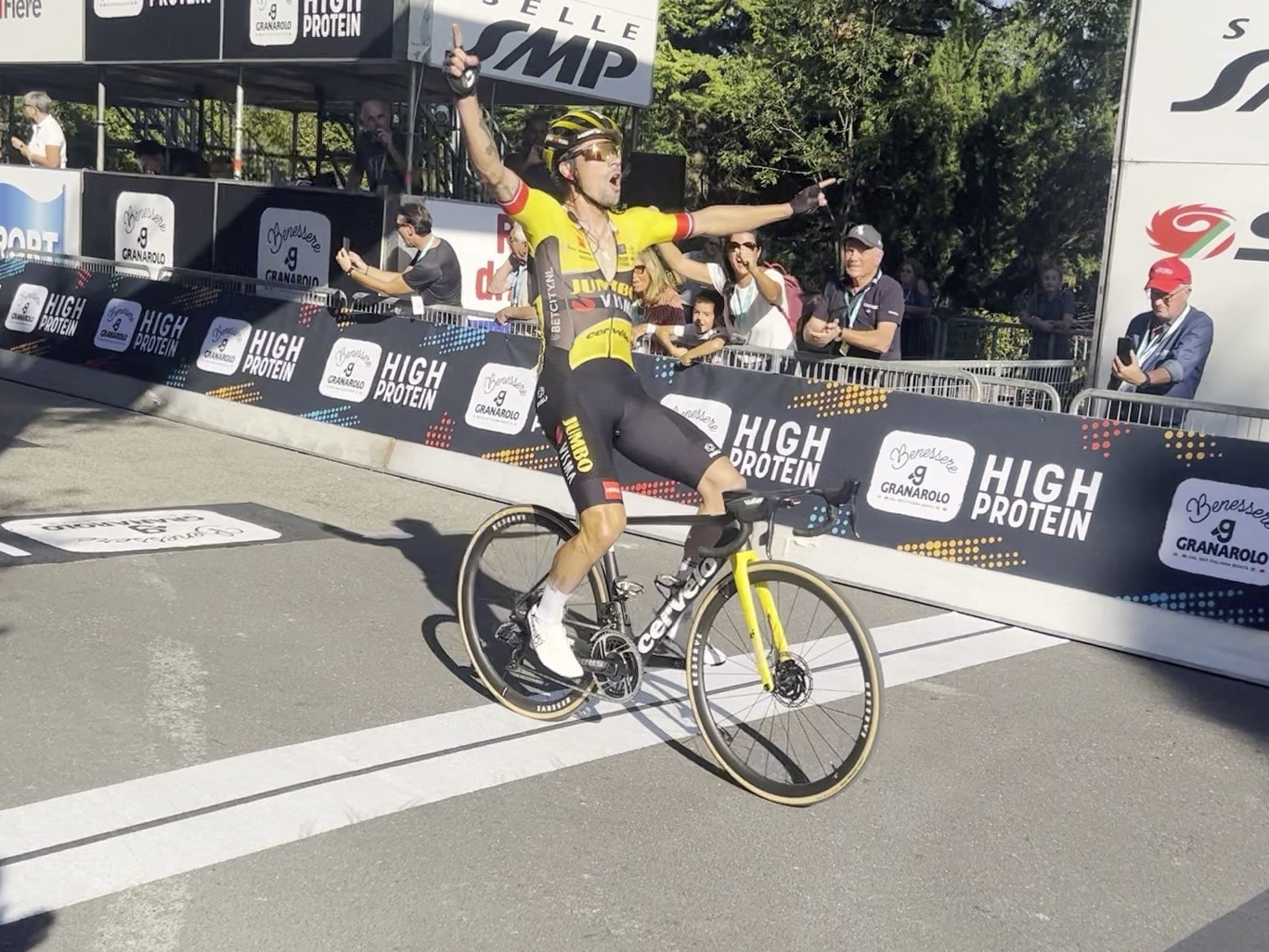
Primož Roglič slaví vítězství na Giru dell'Emilii 2023

Roglič znovu závodil až v srpnu, kdy jel Vueltu a Burgos, kde vyhrál celkovou klasifikaci, bodovací soutěž a dvě etapy. Sezónu pokračoval na Vueltě a España, kde vyhrál osmou etapu a královskou sedmnáctou etapu, která končila na legendárním Altu de L'Angliru. V celkovém pořadí skončil celkově třetí za týmovými kolegy Jonasem Vingegaardem a Seppem Kussem v historickém kompletním umístění na stupních vítězů týmu Jumbo–Visma.
Roglič zakončil sezónu na italských podzimních klasikách počínaje Girem dell'Emilií. V průběhu závodu Roglič nejprve zareagoval na nástup Tadeje Pogačara v nejprudších sklonech stoupání Colle della Guardia di San Luca a následně mu sám nastoupil a dokázal zvítězit potřetí v kariéře na Giro dell'Emilii před druhým Tadejem Pogačarem a třetím Simonem Yatesem. Roglič zakončil závodní sezónu na Giro di Lombardia kde skončil třetí za Tadejem Pogačarem a Andreou Bagiolim.

### Bora–Hansgrohe (2024–)
V říjnu 2023 bylo oznámeno, že Roglič podepsal dvouletý kontrakt s UCI WorldTeamem Bora–Hansgrohe od sezóny 2024.

#### Sezóna 2024

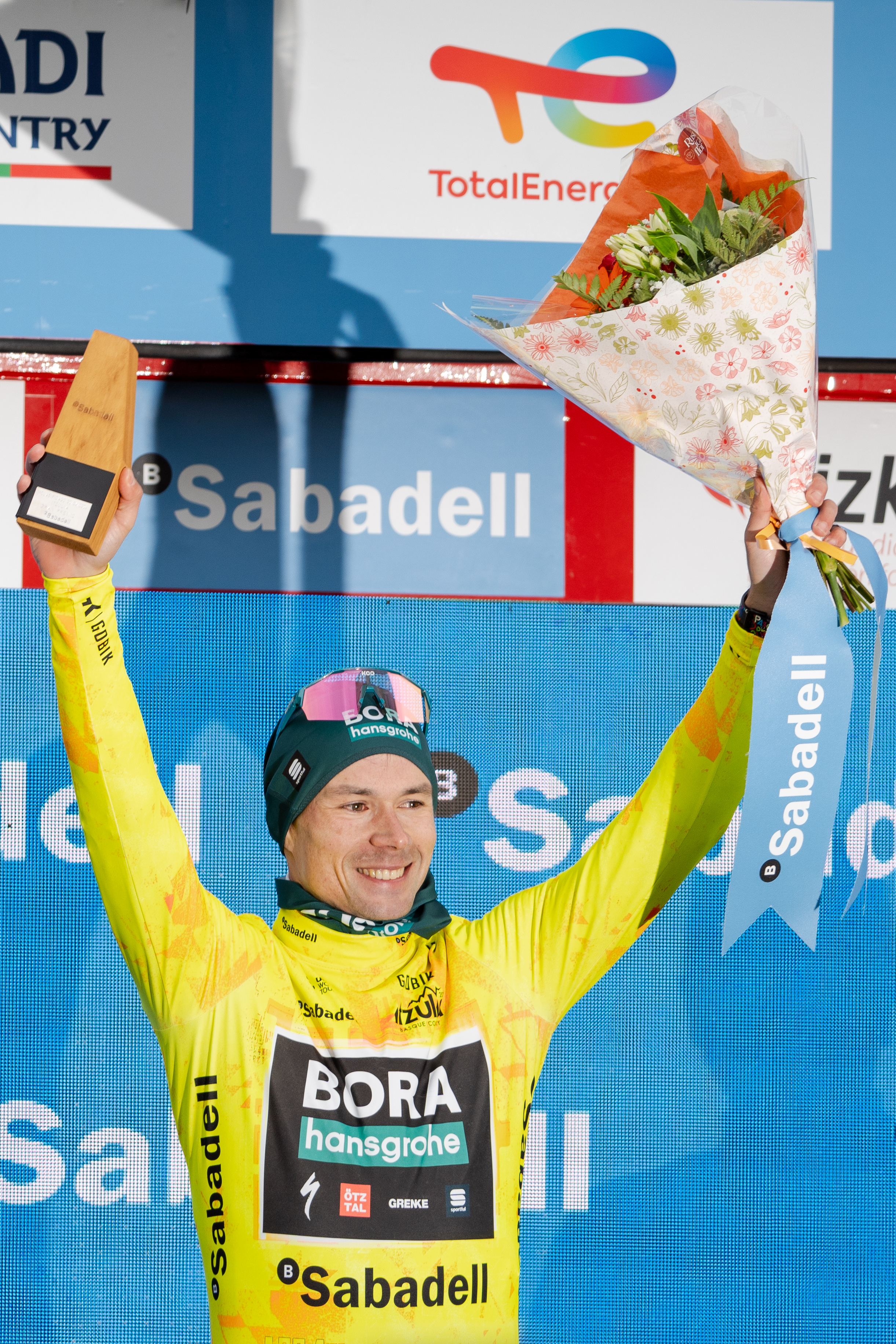
Roglič slavící vítězství v časovce na závodě Kolem Baskicka 2024

Roglič začal sezonu na závodě Paříž-Nice, kde patřil před závodem mezi favority na celkové vítězství. Navzdory vysokým očekáváním se Roglič ve svém prvním závodě s novým týmem trápil a skončil celkově desátý se ztrátou 5:33 minuty na vítěze Mattea Jorgensona.
Sezona Rogličovi pokračovala na etapovém závodě Kolem Baskicka, na kterém vyhrál úvodní prolog a dostal se do žlutého trikotu, který držel až do 4. etapy, kde se však připletl do hromadného pádu společně s dalšími favority Remcem Evenepolem a Jonasem Vingegaardem a musel ze závodu odstoupit. Následně kvůli následkům tohoto pádu musel zrušit svou účast na klasikách Lutych–Bastogne–Lutych a  Valonský šíp.
Roglič se k závodění vrátil v červnu na závodě Critérium du Dauphiné. Předvedl silnou formu i přes pád ve 4. etapě, když v časovce 3. etapy skončil třetí a vyhrál 6. i 7. etapu s horským dojezdem. V poslední 8. etapě se však Roglič trápil, ztratil 54 sekund na druhého Mattea Jorgensona a celkové vítězství udržel o pouhých 8 sekund.
Roglič byl jmenován lídrem týmu pro Tour de France 2024, první závod týmu s novým názvem Red Bull-BORA-hansgrohe. V samotném závodě se držel na 4. místě v celkovém pořadí se ztrátou na vedoucí trojici Remca Evenepoela, Jonase Vingegaarda a Tadeje Pogačara, ale s velkým náskokem na ostatní. To se změnilo pádem na konci 12. etapy, kvůli kterému se v celkovém pořadí propadl a do 13. etapy už nenastoupil. Jeho nejlepším výsledkem bylo 3. místo v 7. etapě, která byla časovka. 

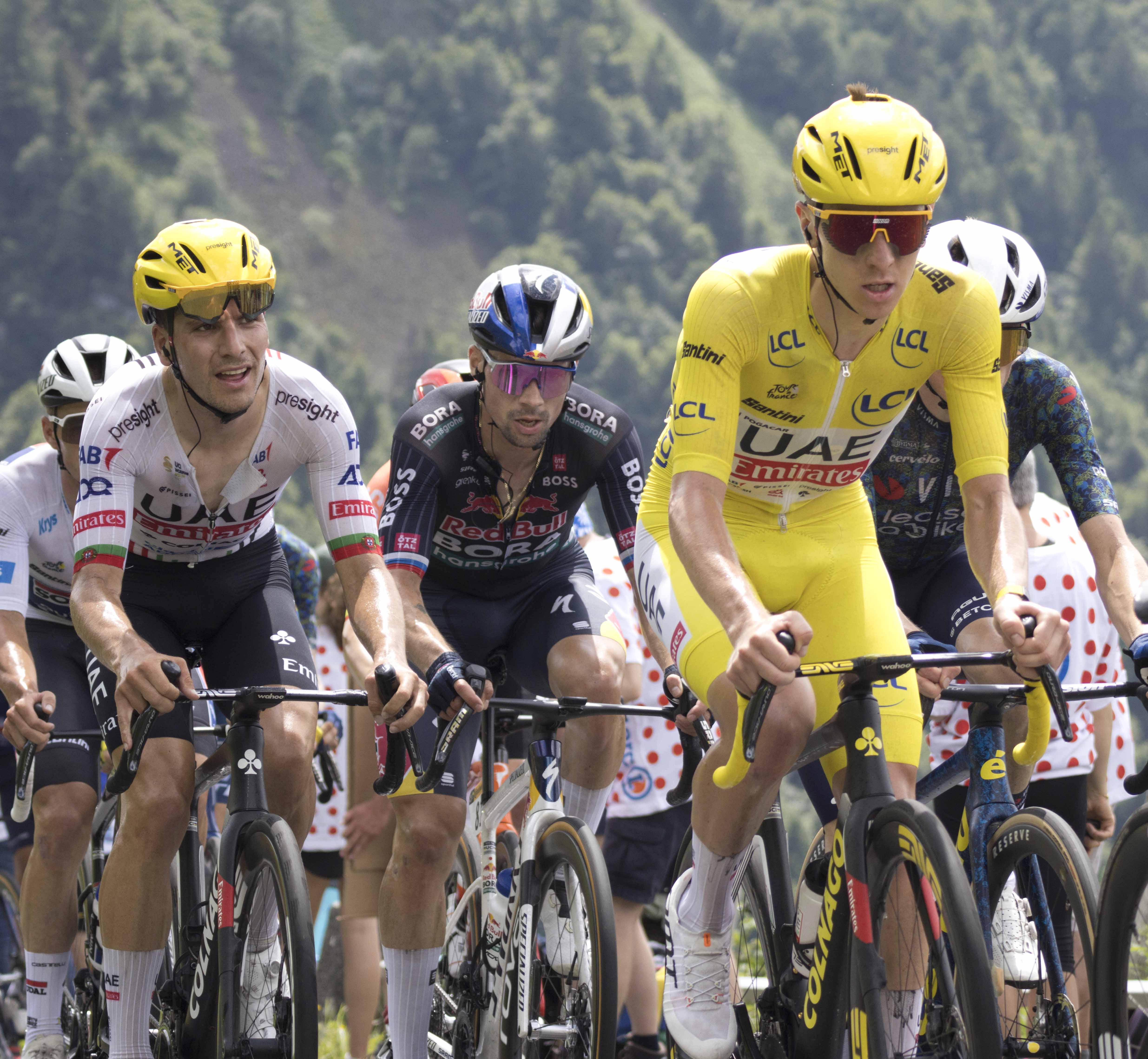
Roglič při stoupání na Pas de Peyrol v 11. etapě Tour de France 2024 společně s Joaem Almeidou (vlevo) a Tadejem Pogačarem (vpravo)

Rogličovým dalším závodem byla Vuelta a España 2024, kde startoval již šestý rok po sobě. Po 8. místě v úvodní časovce se Roglič ujal celkového vedení a etapového vítězství ve 4. etapě. V 6. etapě Roglič předal červený trikot Benu O'Connorovi, který etapu vyhrál z úniku a vytvořil si téměř pětiminutový náskok před Rogličem a zbytkem uchazečů o celkové pořadí, což znamenalo velkou výzvu tuto ztrátu stáhnout. Roglič si připsal další etapové vítězství v 8. etapě, když porazil Enrica Mase ve sprintu na vrcholu stoupání do Cazorly. Roglič získal další čas na O'Connora v horských etapách 13, 15 a 16, a to i přes 20sekundovou penalizaci v 15. etapě za to, že se před posledním stoupáním jel neoprávněně v závěsu za svým týmovým vozem. Roglič si celkové vedení vrátil v 19. etapě sólovým vítězstvím na Alto de Moncalvillo. V posledních dvou etapách obhájil, i přes zdravotní potíže jeho domestiků, své vedení a vyhrál svou čtvrtou Vueltu, čímž vyrovnal rekord Roberta Herase. 
Po čtyřech letech se Roglič znovu představil na mistrovství světa v silniční cyklistice, kde zaznamenal 12. místo v časovce. Ve zbytku sezony se Rogličovi nadařilo, když nedokončil klasiky Giro dell'Emilii a Coppu Bernocchi. Následně zrušil svou účast na posledním monumentu sezony Giro di Lombardii a ukončil sezonu. 

#### Sezóna 2025
Roglič zahájil sezónu na etapovém závodě Volta ao Algarve, kde skončil celkově na 8. místě. Přestože nebyl ve hře o vítězství, Roglič po závodě uvedl, že je spokojen se svým výkonem a s tím, jak se jeho forma staví k jeho hlavním cílům pro sezónu, jako je Giro d'Italia 2025. V březnu závodil na závodě Volta a Catalunya, kde byl jeho hlavním soupeřem domácí Juan Ayuso. Ayuso nejprve Rogliče porazil ve fotofiniši 3. etapy, Roglič mu ale porážku oplatil ve 4. etapy v dalším těsném sprintu na vrcholu stoupaní a posunul se do čela závodu. Ayuso ale v následující etapě získal bonusové vteřiny na sprinterské prémii a vrátil se na první místo v celkovém pořadí. Roglič před závěrečnou etapou, šestikolovým okruhem kolem Barcelony, zaostával o jednu sekundu. Roglič zaútočil 20 km před cílem, rychle si vytvořil náskok a sólo jízdou etapu vyhrál a upevnil si celkové vítězství.

## Hlavní výsledky
2014
vítěz Croatia–Slovenia
Tour d'Azerbaïdjan
vítěz 2. etapy
Sibiu Cycling Tour
3. místo celkově
 vítěz vrchařské soutěže
Národní šampionát
4. místo silniční závod
Giro della Regione Friuli Venezia Giulia
7. místo celkově
Kolem Al Zubarahu
9. místo celkově
2015
Tour d'Azerbaïdjan
 celkový vítěz
vítěz 2. etapy
Kolem Slovinska
 celkový vítěz
vítěz 3. etapy
Settimana Internazionale di Coppi e Bartali
 vítěz vrchařské soutěže
Kolem Chorvatska
2. místo celkově
2. místo GP Izola
Kolem jezera Čching-chaj
4. místo celkově
vítěz 5. etapy
Istrian Spring Trophy
5. místo celkově
2016
Národní šampionát
 vítěz časovky
5. místo silniční závod
Giro d'Italia
vítěz 9. etapy (ITT)
Tour du Poitou Charentes
4. místo celkově
Volta ao Algarve
5. místo celkově
Mistrovství Evropy
7. místo časovka
Olympijské hry
10. místo časovka
2017
Volta ao Algarve
 celkový vítěz
Tour de France
vítěz 17. etapy
Mistrovství světa
 2. místo časovka
Ster ZLM Toer
2. místo celkově
vítěz prologu
Tour de Romandie
3. místo celkově
vítěz 5. etapy (ITT)
Tirreno–Adriatico
4. místo celkově
Národní šampionát
5. místo silniční závod
Kolem Baskicka
5. místo celkově
vítěz etap 4 a 6 (ITT)
2018
Kolem Baskicka
 celkový vítěz
 vítěz bodovací soutěže
vítěz 4. etapy (ITT)
Tour de Romandie
 celkový vítěz
Kolem Slovinska
 celkový vítěz
vítěz etap 4 a 5 (ITT)
Tirreno–Adriatico
vítěz 3. etapy
Tour of Britain
3. místo celkově
vítěz 5. etapy (TTT)
Tour de France
4. místo celkově
vítěz 19. etapy
Volta a la Comunitat Valenciana
6. místo celkově
7. místo Giro dell'Emilia
2019
Vuelta a España
 celkový vítěz
 vítěz bodovací soutěže
vítěz 10. etapy (ITT)
 cena bojovnosti po 10. etapě
Tour de Romandie
 celkový vítěz
 vítěz bodovací soutěže
vítěz etap 1, 4 a 5 (ITT)
UAE Tour
 celkový vítěz
vítěz etap 1 (TTT) a 6
Tirreno–Adriatico
 celkový vítěz
vítěz Giro dell'Emilia
vítěz Tre Valli Varesine
Giro d'Italia
3. místo celkově
vítěz etap 1 (ITT) a 9 (ITT)
lídr  po etapách 1 – 5
lídr  po 1. etapě
3. místo Chrono des Nations
Národní šampionát
4. místo silniční závod
7. místo Il Lombardia
2020
Národní šampionát
 vítěz silničního závodu
2. místo časovka
Vuelta a España
 celkový vítěz
 vítěz bodovací soutěže
vítěz etap 1, 8, 10 a 13 (ITT)
Tour de l'Ain
 celkový vítěz
 vítěz bodovací soutěže
vítěz etap 2 a 3
vítěz Lutych–Bastogne–Lutych
Critérium du Dauphiné
vítěz 2. etapy
Tour de France
2. místo celkově
vítěz 4. etapy
lídr  po etapách 9 – 19
Mistrovství světa
6. místo silniční závod
2021
Olympijské hry
 vítěz časovky
Vuelta a España
 celkový vítěz
vítěz etap 1 (ITT) 11, 17 a 21 (ITT)
Kolem Baskicka
 celkový vítěz
 vítěz bodovací soutěže
 vítěz vrchařské soutěže
vítěz 1. etapy (ITT)
vítěz Giro dell'Emilia
vítěz Milán–Turín
Paříž–Nice
 vítěz bodovací soutěže
vítěz etap 4, 6 a 7
2. místo Valonský šíp
4. místo Il Lombardia
2022
Paříž–Nice
 celkový vítěz
vítěz 7. etapy
Critérium du Dauphiné
 celkový vítěz
Vuelta a España
vítěz etap 1 (TTT) a 4
lídr  po 4. etapě
Kolem Baskicka
8. místo celkově
vítěz 1. etapy (ITT)
2023
Giro d'Italia
 celkový vítěz
vítěz 20. etapy (ITT)
Tirreno–Adriatico
 celkový vítěz
 vítěz bodovací soutěže
 vítěz vrchařské soutěže
vítěz etap 4, 5 a 6
Volta a Catalunya
 celkový vítěz
 vítěz bodovací soutěže
vítěz etap 1 a 5
Vuelta a Burgos
 celkový vítěz
 vítěz bodovací soutěže
vítěz etap 2 (TTT), 3 a 5
vítěz Giro dell'Emilia
Vuelta a España
3. místo celkově
vítěz etap 8 a 17
3. místo Il Lombardia
4. místo Tre Valli Varesine
2024
Vuelta a España
 celkový vítěz
vítěz etap 4, 8 a 19
lídr  po 8. etapě
Critérium du Dauphiné
 celkový vítěz
 vítěz bodovací soutěže
vítěz etap 6 a 7
Kolem Baskicka
vítěz 1. etapy (ITT)
Paříž–Nice
10. místo celkově
2025
Volta a Catalunya
 celkový vítěz
 vítěz bodovací soutěže
 vítěz vrchařské soutěže
vítěz etap 4 a 7
Volta ao Algarve
8. místo celkově

### Výsledky na etapových závodech
| Výsledky na Grand Tours        |           |           |           |      |      |      |      |      |      |      |
| Grand Tour                     | 2016      | 2017      | 2018      | 2019 | 2020 | 2021 | 2022 | 2023 | 2024 | 2025 |
| Giro d'Italia                  | 58        | —         | —         | 3    | —    | —    | —    | 1    | —    |      |
| Tour de France                 | —         | 38        | 4         | —    | 2    | DNF  | DNF  | —    | DNF  |      |
| Vuelta a España                | —         | —         | —         | 1    | 1    | 1    | DNF  | 3    | 1    |      |
| Výsledky na etapových závodech |           |           |           |      |      |      |      |      |      |      |
| Závod                          | 2016      | 2017      | 2018      | 2019 | 2020 | 2021 | 2022 | 2023 | 2024 | 2025 |
| UAE Tour                       | Nejelo se | Nejelo se | Nejelo se | 1    | —    | —    | —    | —    | —    | —    |
| Paříž–Nice                     | —         | —         | —         | —    | —    | 15   | 1    | —    | 10   | —    |
| Tirreno–Adriatico              | 52        | 4         | 29        | 1    | —    | —    | —    | 1    | —    | —    |
| Volta a Catalunya              | 44        | —         | —         | —    | NS   | —    | —    | 1    | —    | 1    |
| Kolem Baskicka                 | —         | 4         | 1         | —    | NS   | 1    | 8    | —    | DNF  | —    |
| Tour de Romandie               | —         | 3         | 1         | 1    | NS   | —    | —    | —    | —    | —    |
| Critérium du Dauphiné          | —         | —         | —         | —    | DNF  | —    | 1    | —    | 1    |      |
| Tour de Suisse                 | —         | —         | —         | —    | NS   | —    | —    | —    | —    |      |

### Výsledky na klasikách
| Monument                 | 2016 | 2017 | 2018 | 2019 | 2020 | 2021 | 2022 | 2023 | 2024 |
| ------------------------ | ---- | ---- | ---- | ---- | ---- | ---- | ---- | ---- | ---- |
| Milán – San Remo         | —    | 67   | —    | —    | —    | —    | 17   | —    | —    |
| Kolem Flander            | —    | —    | —    | —    | —    | —    | —    | —    | —    |
| Paříž–Roubaix            | —    | —    | —    | —    | NS   | —    | —    | —    | —    |
| Lutych–Bastogne–Lutych   | —    | —    | —    | —    | 1    | 13   | —    | —    | —    |
| Giro di Lombardia        | —    | 40   | 17   | 7    | —    | 4    | —    | 3    | —    |
| Klasika                  | 2016 | 2017 | 2018 | 2019 | 2020 | 2021 | 2022 | 2023 | 2024 |
| Strade Bianche           | 74   | 35   | 48   | —    | —    | —    | —    | —    | —    |
| Amstel Gold Race         | —    | —    | —    | —    | NS   | 69   | —    | —    | —    |
| Valonský šíp             | —    | —    | —    | —    | —    | 2    | —    | —    | —    |
| Clásica de San Sebastián | —    | 21   | DNF  | —    | NS   | —    | —    | —    | —    |
| Giro dell'Emilia         | —    | —    | 7    | 1    | —    | 1    | —    | 1    | DNF  |
| Tre Valli Varesine       | —    | —    | 22   | 1    | NS   | —    | —    | 4    | —    |
| Milán–Turín              | —    | 66   | —    | —    | —    | 1    | —    | —    | —    |

| —   | Nezúčastnil se |
| DNF | Nedokončil     |
| NS  | Nejelo se      |
| JS  | Jede se        |

### Ocenění
- Slovinský silniční cyklista roku: 2016, 2017, 2018, 2019, 2020
- Slovinský sportovec roku: 2019,[126] 2020[127]
- Vélo d'Or: 2020[128]